# Wim den Elsen
Wim den Elsen (Zoeterwoude, 24 oktober 1948) is een Nederlandse oud-schaatser en schaatscoach. Op dit moment is hij coach bij de Kia Speed Skating Academy.
Voor zijn trainerschap was Den Elsen zelf langebaanschaatser. Na een kniebreuk in 1983 stopte hij en ging experimenteren als coach in combinatie als bouwkundig medewerker voor het onderhoud van gebouwen van Defensie. Tussen 1990/1991 en 2011/2012 was hij trainer bij het Gewest Zuid-Holland als opleider van talenten zoals Jac Orie, Gianni Romme, Hein Otterspeer, Paulien van Deutekom en Diane Valkenburg. De laatste talenten voor zijn overstap naar KIA waren Kjeld Nuis en Frank Hermans. Vanaf 2012/2013 werkt hij met jonge talenten uit verschillende "schaatsontwikkelingslanden" samen met Jeremy Wotherspoon.